# Uhm Jung-hwa
Uhm Jung-hwa (en hangul 엄정화; Jecheon, Provincia de Chungcheong del Norte, 17 de agosto de 1969) es una cantante, actriz y bailarina surcoreana. Se considera que Uhm es una de las mujeres más influyentes en la industria del entretenimiento coreano, y muchas artistas femeninas la reconocen como un modelo a seguir.
Uhm comenzó su carrera en 1989 como miembro del coro de la emisora de radiodifusión MBC. Protagonizó en 1993 el drama romántico, On a Windy Day, We Must Go to Apgujeong, y lanzó su álbum de estudio debut, Sorrowful Secret, ese mismo año. Aunque ambos lanzamientos encontraron audiencias limitadas, el sencillo principal del álbum, Pupil, ayudó a establecer una imagen sensual única para Uhm.
Giró hacia la música dance con Sad Expectation, de 1996, y encontró un gran éxito con Rose of Betrayal, de su tercer álbum de estudio, After Love (1997). Los lanzamientos posteriores Invitation (1998) y 005.1999.06 (1999) se vieron reforzados por una serie de sencillos de éxito: Poison, Invitation, I Don't Know y Festival, que se convirtieron en sus canciones emblemáticas y consolidaron su posición como el icono pop preeminente de la década de los 90.
A partir de 2001, Uhm comenzó a concentrar sus esfuerzos en su carrera como actriz. Su actuación en la comedia erótica de 2002 Marriage Is a Crazy Thing le mereció el reconocimiento a la Mejor Actriz en los 39.º Premios Baeksang Arts. Su producción musical de la década de 2000 vio una recepción comercial en declive, pero un mayor atractivo para los críticos. Uhm comenzó a experimentar con la electrónica en Self Control (2004) y el funk en Prestige (2006), el último de los cuales ganó el premio al Mejor Álbum Dance y Electrónico en los 4.º Premios de la Música Coreana.
A Uhm le diagnosticaron cáncer de tiroides en 2010 y, tras una pausa de casi una década de la música, lanzó su décimo álbum de estudio The Cloud Dream of the Nine en 2017.

## Biografía
Uhm nació en Jecheon, provincia de Chungcheong del Norte, Corea del Sur. Es hija, segunda de cuatro hermanos, de Yoo Gyeong-sook y Uhm Jin-ok, un profesor de música que murió en un accidente de moto cuando Jung-hwa tenía seis años. Su único hermano, Uhm Tae-woong, es actor, y está casado con Yoon Hye-jin, que fue bailarina del Ballet Nacional de Corea. Después de graduarse de la escuela primaria Cheongjeon y la escuela secundaria para niñas Uirim en Jecheon, asistió a la escuela secundaria agrícola de Jecheon, luego se transfirió a Wonju, Gangwon-do, y se graduó de la escuela secundaria femenina de Bukwon en 1989. Tras la muerte de su padre, su familia tuvo problemas económicos; su madre, con 28 años, tuvo que criar sola a sus cuatro hijos. Por este motivo, ella y su madre emigraron a Tokio a trabajar en un café y vendiendo comida en un puesto callejero.
Trabajando ya en el coro de MBC, Uhm Jung-Hwa ayudó a la actriz Choi Jin-sil a cantar en un programa, lo que la llevó a unirse a la agencia de esta. A partir de ese momento, Uhm Jung-hwa y Choi Jin-sil se hicieron muy amigas.
A Uhm se le diagnosticó cáncer de tiroides, pero se recuperó por completo después de la cirugía en mayo de 2010. Uhm dijo que sintió un poco de miedo antes de la cirugía, pero en lugar de desanimarse por el dolor que estaba experimentando, decidió dedicarse a ayudar a los demás inspirándolos: «quiero usar mi talento e influencia de una manera significativa».

## Carrera musical
En 1989 superó las audiciones para convertirse en miembro del coro de la emisora MBC.

### Años 90
Uhm Jung-hwa debutó oficialmente como cantante en 1993 con su primer álbum de estudio Sorrowful Secret. A mediados de los 90, se estableció como una de las cantantes y artistas coreanas más importantes, con una serie de sencillos exitosos: Sad Expectation (en hangul 슬픈 기대; RR: Seulpeun Gidae)), A Love Only Heaven Permits (하늘만 허락한 사랑; RR: Haneulman Heorakan Sarang), Rose of Betrayal (배반의 장미; RR: Baeban-ui Jangmi) y Tell Me (말해 줘; RR: Malhae Jwo) .
El cuarto álbum de estudio de Uhm, Invitation, presentó un nuevo lado maduro de la cantante. El video musical de su tema principal causó mucha controversia debido a su naturaleza sugerente. Invitation se convirtió rápidamente en uno de los álbumes más vendidos del año y recibió críticas positivas de críticos y seguidores.
Lanzó dos de los sencillos más reconocidos de su carrera, Poison e Invitation (en hangul 초대; RR: Chodae). Repitió el éxito al año siguiente, en 1999, con su quinto álbum de estudio 005.1999.06.

### Desde el 2000
Durante la década de 2000, Uhm comenzó a enfocarse más en su carrera como actriz, intentando ampliar el espectro de personajes que interpretaba. También comenzó a experimentar con diferentes géneros musicales, en particular la electrónica. En 2004, lanzó su álbum doble Self Control, que incluía canciones compuestas por Jung Jae-hyung, Fractal y Roller Coaster. La crítica musical elogió a Uhm por su capacidad para reinventar su imagen y sonido.
Después de un descanso de dos años de la escena musical, lanzó su noveno álbum de estudio, Prestige. A lo largo del año lanzó dos sencillos, Come 2 Me y Song of the Wind (en hangul 바람의 노래; RR: Baram-ui Norae), cada uno de los cuales obtuvo una recepción crítica positiva. A principios de 2007, ganó el premio al mejor disco de baile y música electrónica en los 4.º Premios de la Música Coreana.
En el verano de 2008, lanzó su primer EP, titulado D.I.S.C.O, con la ayuda de su viejo amigo Yang Hyun-suk de YG Entertainment. El sencillo principal del mismo título contó con T.O.P, un miembro de la popular banda de chicos Big Bang. El EP fue uno de los álbumes más vendidos de una artista femenina en 2008, y fue promovido aún más por el sencillo digital D.I.S.C.O Part 2, que era una versión remix de D.I.S.C.O en la que colaboraba G-Dragon, el líder de Big Bang.
Después de una pausa de ocho años, Uhm lanzó el álbum The Cloud Dream of the Nine, que se publicó en dos partes en 2017 y 2018, y que fue candidato a Mejor Álbum Pop en los Premios de Música Coreana de 2018.
En el verano de 2020, Uhm se unió a las cantantes Lee Hyori, Jessi y Hwasa para formar el supergrupo Refund Sisters. Su primer sencillo, Don't Touch Me, debutó en octubre de 2020 acompañado de un vídeo musical, y alcanzó el número 1 en las listas Gaon. El 22 de diciembre Uhm lanzó otro sencillo en solitario, Leopard Pattern, que ella misma había propuesto al grupo pero que fue descartado.

## Carrera como actriz
Uhm se ha establecido como una de las mejores actrices de Corea del Sur. Debutó en 1993 (el mismo año de su debut como cantante) con una aparición en la película On a Windy Day We Must Go to Apgujeong. Es conocida por sus papeles en las películas Marriage Is a Crazy Thing, Singles, Princess Aurora, Dancing Queen, Seducing Mr. Perfect  y Haeundae, que se convirtió en una de las películas más taquilleras del país con más de dies millones de espectadores. Ha ganado dos premios Baeksang Arts a la mejor actriz, en 2002 por Marriage is a Crazy Thing y nuevamente en 2012 por Dancing Queen. Ha ganado asimismo un premio Grand Bell a la mejor actriz en 2013 por Montage.
En 2022, después de una pausa de cinco años, volvió a la televisión como una de los protagonistas de la serie Nuestro horizonte azul, donde interpreta el personaje de Go Mi-ran, una mujer que regresa a la isla de Jeju, exhausta por la difícil vida de la ciudad.
Al año siguiente fue la protagonista absoluta de Doctora Cha, serie que empezó con resultados de audiencia modestos pero que creció paulatinamente hasta llegar a los cuatro millones de espectadores y un 18 % de audiencia en el último episodio. De este modo fue uno de los éxitos de la temporada, éxito además inesperado porque, aparte de la protagonista, no contaba con grandes nombres en su reparto.

## Personaje público
Uhm Jung-hwa se convirtió en un icono gay en su país. A finales de los noventa, sus años de mayor popularidad coincidieron con el momento en que empezaban a difundirse los clubes de ambiente homosexual; sus canciones estaban entre las más programadas en ellos, y la misma Uhm fue la primera cantante en actuar en uno de estos clubes para presentar su álbum Prestige en un concierto.

## Línea de moda
Uhm lanzó su nueva línea de ropa y lencería, Corner Suite y ZHUM en Nueva York, que ganó 10 millones de dólares en los tres meses posteriores a su lanzamiento. Corner Suite se convirtió en un éxito instantáneo cuando la línea debutó en los mercados en línea, y se agotó de inmediato.

## Discografía

### Discos de estudio
| Título                      | Detalles | Clasificación en listas | Ventas                   |
| Título                      | Detalles | Corea del Sur           | Ventas                   |
| --------------------------- | --- | ----------------------- | ------------------------ |
| Sorrowful Secret            | - Publicado en julio de 1993 - Etiqueta: Samsung - Formatos: LP, CD, cassette Ver listaTrack listing 1. Sad Secret (슬픈비밀) 2. Like All the Lovers in the World (세상모든연인들 처럼) 3. Urban Mosaic (도시모자이크) 4. If I'm In Your Heart (너의마음속에 내가있다면) 5. Pupil (눈동자) 6. Another Me (또다른 나) 7. Don't Think You're Alone (혼자란 생각하지마) 8. Your Tired Face (지쳐 버린 네모습)                | N/D                     | N/D                      |
| Uhm Jung Hwa 2              | - Publicado en enero de 1996 - Etiqueta: Samsung - Formatos: CD, cassette Ver listaTrack listing 1. Love Conflict (사랑 갈등) 2. A Love Only Heaven Permits (하늘만 허락한 사랑) 3. Sad Expectations (슬픈기대) 4. Causal Retribution (인과응보) 5. Secret Meeting (밀회)" 6. A Prima Donna's Love (프리마돈나의 사랑) 7. Last Temptation (마지막유혹) 8. Love Has No Borders (사랑에는 국경이 없지 않다) 9. Reply (대답) | N/D                     | N/D                      |
| After Love (후애)(後愛)     | - Publicado en marzo de 1997 - Etiqueta: E&E Media - Formatos: CD, cassette | N/D                     | N/D                      |
| Invitation                  | - Publicado el 6 de agosto de 1998 - Etiqueta: Nuri Entertainment - Formatos: CD, cassette | N/D                     | - Corea del Sur: 458 147 |
| 005.1999.06                 | - Publicado el 17 de junio de 1999 - Etiqueta: Nuri Entertainment - Formatos: CD, cassette | 1                       | - Corea del Sur: 552 373 |
| Queen of Charisma           | - Publicado el 1 de noviembre de 2000 - Etiqueta: EMI - Formatos: CD, cassette Ver listaTrack listing 1. Come On 2. Gap 3. Escape 4. Time Goes By 5. Sad Delusion 6. Pleasure 7. Maria 8. When You Were By My Side 9. Game 10. Fantasy 11. War Of Roses 12. It’s A Goodbye 13. Falling 14. Baby Baby Tell Me | 3                       | - Corea del Sur: 238 801 |
| Hwa (화)                    | - Publicado el 30 de octubre de 2001 - Etiqueta: Istar Entertainment - Formatos: CD, cassette | 5                       | - Corea del Sur: 196 063 |
| Self Control                | - Publicado el 17 de febrero de 2004 - Etiqueta: YBM Seoul Records - Formatos: CD, cassette | 3                       | - Corea del Sur: 37 218  |
| Prestige                    | - Publicado el 26 de octubre de 2006 - Etiqueta: Sony BMG - Formatos: CD, cassette Ver listaTrack listing 1. Friday Night 2. Shining Star 3. Come 2 Me 4. Gammer 5. 거칠게..로멘틱하게 (Roughly...Romantically) 6. 바림의 노래 (Varim’s Song) 7. 탐 8. Dance with Me 9. Ticket to the Moon 10. 1996 년 10월 16일 날씨 맑음 11. 여왕 폐하의 순정 12. Innocence 13. 사랑해 사랑해                                           | 17                      | - Corea del Sur: 7 456   |
| The Cloud Dream Of The Nine | - Publicado el 26 de diciembre de 2017 - Etiqueta: Mystic Entertainment - Formatos: CD, digital download | 22                      | N/D                      |

### Recopilaciones
| Título          | Detalles                                                                                       | Clasificación en listas | Ventas                   |
| Título          | Detalles                                                                                       | Corea del Sur           | Ventas                   |
| --------------- | ---------------------------------------------------------------------------------------------- | ----------------------- | ------------------------ |
| Best...My Songs | - Publicado el 19 de septiembre de 1998 - Etiqueta: E&E Media - Formatos: CD, cassette         | N/D                     | - Corea del Sur: 31 581  |
| All Details     | - Publicado el 28 de diciembre de 1999 - Etiqueta: Nuri Entertainment - Formatos: CD, cassette | 10                      | - Corea del Sur: 146 587 |

### EP
| Título    | Detalles                                                                       | Clasificación en listas | Ventas                 |
| Título    | Detalles                                                                       | Corea del Sur           | Ventas                 |
| --------- | ------------------------------------------------------------------------------ | ----------------------- | ---------------------- |
| D.I.S.C.O | - Publicado el 30 de junio de 2008 - Etiqueta: YG Entertainment - Formatos: CD | 18                      | - Corea del Sur: 7 693 |

### Sencillos
| Título                                            | Año  | Clasificación en listas | Álbum                       |
| Título                                            | Año  | Corea del Sur           | Álbum                       |
| ------------------------------------------------- | ---- | ----------------------- | --------------------------- |
| "Pupil" (눈동자)                                  | 1993 | —                       | Sorrowful Secret            |
| "Sad Expectation" (슬픈기대)                      | 1996 | —                       | Uhm Jung Hwa 2              |
| "A Love Only Heaven Permits" (하늘만 허락한 사랑) | 1996 | —                       | Uhm Jung Hwa 2              |
| "Rose of Betrayal" (배반의 장미)                  | 1997 | 70                      | After Love                  |
| "After Love" (후애 (後愛))                        | 1997 | —                       | After Love                  |
| "Poison"                                          | 1998 | 7                       | Invitation                  |
| "Invitation" (초대)                               | 1998 | 19                      | Invitation                  |
| "I Don't Know" (몰라)                             | 1999 | —                       | 005.1999.06                 |
| "Festival"                                        | 1999 | —                       | 005.1999.06                 |
| "Cross" (크로스)                                  | 1999 | —                       | All Details                 |
| "Escape"                                          | 2000 | —                       | Queen of Charisma           |
| "Crack" (틈)                                      | 2000 | —                       | Queen of Charisma           |
| "All Go Away" (다가라)                            | 2001 | —                       | Hwa                         |
| "Eternity"                                        | 2004 | —                       | Self Control                |
| "Invitation" (tvN Remix) (초대 tvN Remix)         | 2006 | —                       |                             |
| "Come 2 Me"                                       | 2006 | —                       | Prestige                    |
| "Come 2 Me" (New Remix)                           | 2006 | —                       |                             |
| "D.I.S.C.O" feat. T.O.P                           | 2008 | —                       | D.I.S.C.O                   |
| "D.I.S.C.O Part 2" feat. G-Dragon                 | 2008 | —                       |                             |
| "Watch Me Move"                                   | 2016 | —                       | The Cloud Dream Of The Nine |
| "Dreamer"                                         | 2016 | 70                      | The Cloud Dream Of The Nine |
| "Ending Credit"                                   | 2017 | 87                      | The Cloud Dream Of The Nine |
| "She"                                             | 2017 | —                       | The Cloud Dream Of The Nine |
| "Hop in" (호피무늬) feat. Hwasa, DPR Live         | 2020 | —                       |                             |

### Bandas sonoras originales
| Título                                            | Año  | Álbum                                              |
| ------------------------------------------------- | ---- | -------------------------------------------------- |
| "Pupil" (눈동자)                                  | 1993 | On a windy day, we should go to Apkujeong Dong OST |
| "Luxury good" (럭셔리 굳)                         | 2002 | Boss X File OST                                    |
| "Narration"                                       | 2003 | Wife OST                                           |
| "Recipe" (레시피)                                 | 2009 | He Who Can't Marry OST                             |
| "Call My Name" with Dancing Queens                | 2012 | Dancing Queen OST                                  |
| "Second Chance" with Dancing Queens feat. Cheetah | 2012 | Dancing Queen OST                                  |
| "Let Me Cry"                                      | 2017 | You Are Too Much OST                               |
| "Who am I?" (나는 누구?) feat. Duk Bae            | 2017 | You Are Too Much OST                               |
| "Emerald" (에메랄드)                              | 2017 | You Are Too Much OST                               |

### Otras publicaciones
| Título | Año  | Álbum                                                       |
| --- | ---- | ----------------------------------------------------------- |
| "October - As always" (10월 October - 늘 그렇듯)                                                                          | 2001 | ZOY Project 1st                                             |
| "My love, crybaby" (내사랑 울보)                                                                                          | 2002 | Jeon Yeong-Rok's 30th Anniversary Dedication Album "Legend" |
| "Sad Christmas" Lee Jae-hoon feat. Leessang, Uhm Jung-hwa                                                                 | 2005 | White winter 2005                                           |
| "Love is" (사랑이란) | 2008 | Song Book                                                   |
| "Time passes with you (Original Ver.)" (시간은 그대와 흘러 (Original Ver.)) Jung Jae-hyung feat. Lucid Fall, Uhm Jung-hwa | 2009 | Promenade                                                   |

## Filmografía

### Cine
| Año  | Título                                 | Papel          | Ref.                 |
| ---- | -------------------------------------- | -------------- | -------------------- |
| 1992 | Marriage Story                         | Disc Jockey    |                      |
| 1993 | On a Windy Day We Must Go to Apgujeong |                |                      |
| 1994 | Blue Seagull                           | Joshua (voz)   |                      |
| 1994 | How to Top My Wife                     | Manula jugigi  |                      |
| 2002 | Marriage Is a Crazy Thing              | Yeon-hee       |                      |
| 2003 | Singles                                | Dong-mi        | [ 31 ]               |
| 2004 | Mr. Hong                               | Yoon Hye-Jin   |                      |
| 2005 | All for Love                           | Hur Yu-jung    |                      |
| 2005 | Princess Aurora                        | Jung Soon-jung | [ 32 ]               |
| 2006 | For Horowitz                           | Kim Ji-soo     |                      |
| 2006 | Seducing Mr. Perfect                   | Min-june       |                      |
| 2007 | Love Now                               | Seo Yu-na      |                      |
| 2009 | Insadong Scandal                       | Bae Tae-jin    | [ 33 ]               |
| 2009 | Haeundae                               | Yoo-jin        |                      |
| 2009 | Five Senses of Eros                    | Lee Jung-ha    | [ 34 ]               |
| 2010 | Bestseller                             | Baek Hee-soo   |                      |
| 2011 | Mama                                   | Dong-sook      |                      |
| 2012 | Dancing Queen                          | Ella misma     |                      |
| 2013 | In My End Is My Beginning              | Lee Jung-ha    | [ 35 ]               |
| 2013 | Montage                                | Ha-kyung       | [ 36 ]               |
| 2014 | Venus Talk                             | Jung Shin-hye  |                      |
| 2015 | Wonderful Nightmare                    | Lee Yeon-woo   | [ 37 ]               |
| 2020 | Okay Madam!                            | Mi Young       |                      |
| 2023 | The bright girl                        | Ji-hye         | [ 38 ] [ 39 ] [ 40 ] |

### Series de televisión
| Año  | Título                          | Papel                    | Canal | Ref.                 |
| ---- | ------------------------------- | ------------------------ | ----- | -------------------- |
| 1990 | Sarang                          |                          |       |                      |
| 1992 | The Wild                        |                          |       |                      |
| 1993 | Good Morning Youngdong          |                          | KBS2  |                      |
| 1993 | Sisters                         | Ki-nam                   | MBC   |                      |
| 1994 | The rich people also cry        |                          |       |                      |
| 1994 | Police                          | Choi Eum-ji              | KBS2  |                      |
| 1994 | Close One Eye                   | Kim Yu-jin               | KBS2  |                      |
| 1994 | Mystery Melodrama               |                          |       |                      |
| 1995 | Human Theater                   |                          |       |                      |
| 1995 | Angel Inside the Mask           | Kim Sook-hyun            | KBS2  |                      |
| 1995 | Remember to Love                | Hwa de joven             | MBC   |                      |
| 1996 | Intimacy Between Father and Son |                          |       |                      |
| 1997 | Park Bit-na                     |                          |       |                      |
| 1997 | Star                            | Seon-min                 | KBS2  |                      |
| 1997 | Beautiful Sin                   | Areumdawoon Joe          |       |                      |
| 2003 | Wife                            | Seo Hyeon-ja             |       | [ 41 ]               |
| 2004 | Tropical Nights in December     | Oh Young-shim            |       | [ 42 ]               |
| 2007 | Get Karl! Oh Soo-jung'          | Oh Soo-jung              | SBS   | [ 43 ]               |
| 2009 | He Who Can't Marry              | Jang Moon-jung           | KBS   | [ 44 ]               |
| 2014 | A Witch's Love                  | Ban Ji-yeon              | tvN   | [ 45 ]               |
| 2017 | You Are Too Much                | Yoo Ji-na / Kim Hye-jung | MBC   | [ 46 ]               |
| 2022 | Nuestro horizonte azul          | Ko Mi-ran                | tvN   | [ 11 ] [ 47 ] [ 48 ] |
| 2023 | Doctora Cha                     | Cha Jung-sook            | JTBC  | [ 12 ] [ 49 ]        |

### Programas de televisión
| Año  | Título           | Canal | Notas                                 | Ref.          |
| ---- | ---------------- | ----- | ------------------------------------- | ------------- |
| 2020 | Hangout with Yoo | MBC   | Miembro del reparto (Episodios 56–68) |               |
| 2021 | On & Off         | tvN   | Miembro del reparto                   | [ 50 ] [ 51 ] |

### Presentadora
| Año  | Evento                             | Notas                     |
| ---- | ---------------------------------- | ------------------------- |
| 2021 | 2021 MAMA (2021 Mnet Music Awards) | presentadora de categoría |

## Premios y nominaciones

### Como actriz
| Año  | Premio                                             | Categoría                                                     | Papel                                  | Resultado  | Ref.   |
| ---- | -------------------------------------------------- | ------------------------------------------------------------- | -------------------------------------- | ---------- | ------ |
| 1993 | 31st Grand Bell Awards                             | Mejor actriz revelación                                       | On a Windy Day We Must Go to Apgujeong | Nominada\| |        |
| 1993 | 17th Golden Cinema Film Festival                   | Mejor actriz de reparto                                       | On a Windy Day We Must Go to Apgujeong | Ganadora   |        |
| 1995 | 16th Blue Dragon Film Awards                       | Mejor actriz de reparto                                       | How to Top My Wife                     | Nominada   |        |
| 2003 | 39th Baeksang Arts Awards                          | Mejor actriz (Cine)                                           | Marriage Is a Crazy Thing              | Ganadora   |        |
| 2003 | KBS Drama Awards                                   | Premio a la excelencia, actriz                                | Wife                                   | Ganadora   |        |
| 2004 | 27th Golden Cinematography Award                   | Premio especial                                               | Mr. Handy                              | Ganadora   |        |
| 2004 | MBC Drama Awards                                   | Premio a la gran excelencia, actriz                           | Tropical Nights in December            | Nominada   |        |
| 2006 | 27th Blue Dragon Film Awards                       | Mejor actriz protagonista                                     | For Horowitz                           | Nominada   |        |
| 2006 | 44th Grand Bell Awards                             | Mejor actriz                                                  | For Horowitz                           | Nominada   |        |
| 2006 | 5th Korean Film Awards                             | Mejor actriz                                                  | For Horowitz                           | Nominada   |        |
| 2006 | 7th Busan Film Critics Awards                      | Mejor actriz                                                  | Princess Aurora                        | Ganadora   |        |
| 2006 | 42nd Baeksang Arts Awards                          | Mejor actriz                                                  | Princess Aurora                        | Nominada   |        |
| 2006 | Donga TV Fashion Beauty Award                      | Fashion Icon                                                  | [N/A]                                  | Ganadora   |        |
| 2007 | Gala Dinner Party sponsored by FKCCI               | Premio Friendship                                             | [N/A]                                  | Ganadora   |        |
| 2007 | SBS Drama Awards                                   | Premio a la excelencia, actriz en una miniserie               | Get Karl! Oh Soo-jung                  | Nominada   |        |
| 2009 | 46th Grand Bell Awards                             | Mejor actriz de reparto                                       | Tidal Wave                             | Nominada   |        |
| 2010 | 18th Chunsa Film Art Awards                        | Mejor actriz                                                  | Bestseller                             | Ganadora   |        |
| 2012 | 48th Baeksang Arts Awards                          | Mejor actriz (Cine)                                           | Dancing Queen                          | Ganadora   |        |
| 2012 | 49th Grand Bell Awards                             | Mejor actriz                                                  | Dancing Queen                          | Nominada   |        |
| 2012 | 33rd Blue Dragon Film Awards                       | Mejor actriz protagonista                                     | Dancing Queen                          | Nominada   |        |
| 2013 | 34th Blue Dragon Film Awards                       | Mejor actriz protagonista                                     | Montage                                | Nominada   |        |
| 2013 | Korean Film Actors Association                     | Premio Popular Film Star                                      | Montage                                | Ganadora   |        |
| 2013 | 50th Grand Bell Awards                             | Mejor actriz                                                  | Montage                                | Ganadora   |        |
| 2013 | 21st Korean Culture Entertainment Awards           | Mejor actriz                                                  | Montage                                | Ganadora   |        |
| 2014 | 19th Chunsa Film Art Awards                        | Mejor actriz                                                  | Montage                                | Nominada   |        |
| 2015 | 52nd Grand Bell Awards                             | Mejor actriz                                                  | Wonderful Nightmare                    | Nominada   |        |
| 2017 | MBC Drama Awards                                   | Gran Premio (Daesang)                                         | You Are Too Much                       | Nominada   |        |
| 2017 | MBC Drama Awards                                   | Premio a la gran excelencia, actriz en serie de fin de semana | You Are Too Much                       | Nominada   |        |
| 2020 | 20th MBC Entertainment Awards                      | Excellence Award in Music/Talk Category – Female              | Hangout with Yoo                       | Ganadora   | [ 53 ] |
| 2021 | 17th Jecheon International Music and Film Festival | JIMFFACE                                                      | [N/A]                                  | Ganadora   | [ 54 ] |

### Como cantante
| Año  | Premio                  | Categoría                     | Trabajo                      | Resultado | Ref.          |
| ---- | ----------------------- | ----------------------------- | ---------------------------- | --------- | ------------- |
| 1998 | Golden Disk Awards      | Bonsang Award (Song Division) | "Poison"                     | Ganadora  |               |
| 1999 | Golden Disk Awards      | Bonsang Award (Song Division) | "I Don't Know"               | Ganadora  |               |
| 1999 | Mnet Asian Music Awards | Mejor artista femenina        | "I Don't Know" (005.1999.06) | Ganadora  | [ 55 ] [ 56 ] |
| 1999 | Mnet Asian Music Awards | Best Dance Performance        | "I Don't Know" (005.1999.06) | Nominada  | [ 55 ] [ 56 ] |
| 2000 | Mnet Asian Music Awards | Mejor artista femenina        | "Cross"                      | Nominada  | [ 57 ]        |
| 2000 | Golden Disk Awards      | Bonsang Award (Song Division) | "Escape"                     | Ganadora  |               |
| 2000 | SBS Gayo Daejeon        | Main Prize                    | [N/A]                        | Ganadora  |               |
| 2001 | SBS Gayo Daejeon        | Main Prize                    | [N/A]                        | Ganadora  |               |
| 2001 | MBC Gayo Daejejeon      | 30 years Old and Above Award  | [N/A]                        | Ganadora  |               |
| 2001 | KBS Song Festival       | Main Prize                    | [N/A]                        | Ganadora  |               |
| 2001 | Mnet Asian Music Awards | Mejor artista femenina        | "Crack" (틈)                 | Nominada  | [ 58 ]        |
| 2007 | Korean Music Awards     | Best Electronic Dance Album   | Prestige                     | Ganadora  |               |
| 2008 | Mnet Asian Music Awards | Mejor House & Electronic      | "Disco" ft. T.O.P            | Nominada  | [ 59 ]        |
| 2008 | Mnet Asian Music Awards | Mejor artista femenina        | "Disco" ft. T.O.P            | Nominada  | [ 59 ]        |
| 2008 | Mnet Asian Music Awards | Mejor vídeo musical           | "Disco" ft. T.O.P            | Nominada  | [ 59 ]        |